# Дальше по коридору
«Да́льше по коридо́ру» (англ. Down a Dark Hall) — американский мистический триллер 2018 года, снятый режиссёром Родриго Кортесом по одноимённому роману Лоис Дункан.

## Сюжет
Проблемный подросток Кит Горди поступает на учёбу в новую школу-интернат Блэквуд. Здесь девушка будет вынуждена противостоять сверхъестественным и пугающим силам заведения и его таинственной директрисы мадам Дюре.

## В ролях
- Аннасофия Робб — Кэтрин «Кит» Горди[7]
- Ума Турман — мадам Симон Дюре
- Изабель Фурман — Иззи
- Виктория Моролес[англ.] — Вероника Диес[8]
- Ной Сильвер — Жюль Дюре[9][10][11]
- Тейлор Расселл — Эшли[12]
- Рози Дэй  — Сьерра[9][10][11]
- Ребекка Фронт[англ.] — мисс Орловски
- Джоди Мэй — доктор Хизер Синклер
- Пип Торренс — профессор Фарли
- Кирсти Митчелл[англ.] — Джинни Горди-Дабровски
- Джим Старджон — Дэйв Дабровски
- Дэвид Эллиот — Роберт Гордон
- Брайан Бовелл — доктор Макмиллан

## Съёмки
Основные съёмки начались в октябре 2016 года в Барселоне. После четырёх недель работы в каталонской столице и двух недель на Канарских островах съемки были завершены в декабре 2016 года.